# Medasina photina
Medasina photina är en fjärilsart som beskrevs av Eugen Wehrli 1941. Medasina photina ingår i släktet Medasina och familjen mätare. Inga underarter finns listade i Catalogue of Life.